# Josep Maria Marquès i Puig

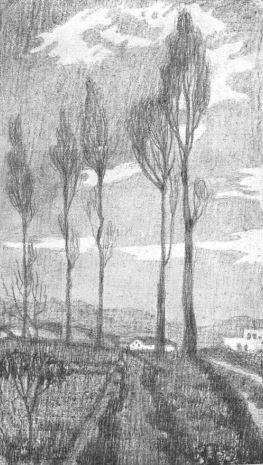
Dibuix de Josep Maria Marquès de 1910.

Josep Maria Marquès i Puig (Barcelona, 11 de febrer de 1891 - Barcelona, 21 de març de 1950) fou un pintor català.

## Biografia
Va aprendre l'ofici del seu pare, el també pintor Josep Maria Marquès i García, i va perfeccionar la seva tècnica estudiant a l'escola de decoració de Joaquim Torres-Garcia, on va entrar en contacte amb artistes com Enric Casanovas o Aymat, entre d'altres. Durant tota la seva vida va exposar freqüentment a Barcelona, exposant des del 1920 al Saló dels Independents de Barcelona.
A nivell estilístic, va treballar sota la influència d'un classicisme arcaïtzant marcat pel noucentisme que dominava l'època. Amb el temps els seus treballs mostrarien un major convencionalisme, amb obres de caràcter mitològic o bíblic.
Fou germà del músic Antoni Marquès i Puig.